# Nihon teria
Nihon teria (japansk terrier) är en hundras från Japan. Den är en lågbent terrier med ursprung i föregångare till dagens släthårig foxterrier och liknande terrier som fördes med på brittiska och nederländska handelsfartyg under 1700-talet. Dessa skeppshundar har sedan blandats upp med inhemska hundar. Dessa terrier var särskilt populära runt Kobe. 1916 parades en av dessa Kobe-terrier med en korsning mellan english toy terrier och miniatyrbullterrier. Ur denna korsning renavlades den japanska terriern, som blev fixerad i typ runt 1930. Nihon teria har främst använts som sällskapshund och den blev särskilt populär i de växande städerna, där det inte passade lika bra med de traditionellt storvuxna japanska hundraserna.